# Gaby Tyra
Gaby Tyra est une artiste de music-hall française, actrice de théâtre et de cinéma.

## Biographie
Elle commence très jeune, en jouant des rôles de petite fille.

## Revues
- 1920 : Whisky, ballet pantomime de Jean Noguès, à l'Olympia[2].
- 1921 : Coq...Out, revue de Clérouc et Marsac, au Co-Co-Ri-Co[3],[4].
- 1921 : Ça Tourne, revue de Fernand Rouvray et Jean Marsac, avec Loulou Hegoburu, au Moulin de la Chanson[1].
- 1922 : Dé-dé-binons, revue de Jean Deyrmon, avec Charles Fallot, à La Pie qui Chante[5],[6],[7].
- 1923 : Bonjour !, revue de Mauricet, Pierre Varenne et Jacques Ferny, chez Fursy et Mauricet[8],[9].
- 1923 : En pleine Folie, au Folies Bergère[10].
- 1924 : C'est Paris !, revue de Roger Ferréol et Max Eddy, à l'Olympia[11],[12].
- 1925 : Les Anes décoratifs, revue de Gasma et José de Bérys, aux Deux Ânes[13].
- 1926 : Dix Dingots !!!, revue de Maurice Lévêque, Henri Wernert, musique d'Albert Evrard,  au Coucou[14].
- 1926 : Tout va bien, revue de Jean Marsac, au Coucou[15].
- 1928 : Vu, revue de Jean Vorcet, au Coucou[16].
- 1929 : Chargeons !, revue de Paul Colline, au théâtre de la Caricature[17].
- 1929 : Et Maintenant, revue de Jean Dorin, au théâtre de la Caricature[18],[19],[20].
- 1935 : On verra bien !..., revue de René Pujol et Jean Marsac, avec Pierre Dac, Raymond Souplex et Jane Sourza, aux Deux Ânes[21],[22],[23].
- 1936 : Ho...Rions !, revue de Ded Rysel, Robert Rocca et Raymond Vincy, aux Deux Ânes[24],[25].
- 1936 : 1936...Chandelles, revue de Ded Rysel et Raymond Vincy, aux Deux Ânes[26].
- 1937 : Ici...Radio-Lune, revue de Ded Rysel et Raymond Vincy, à La Lune Rousse[27],[28]
- 1937 : La Revue de la Lune, revue de René Pujol et Max Blot, à La Lune Rousse[29].
- 1942 : V'là les T..., revue de René-Paul et Fernand Rozéna, au Coucou[30].
- 1944 : Symphonie Burlesque 1944, au music-Hall de l'Étoile[31].

## Opérettes
- 1922 : Le Cochon qui sommeille, opérette de Rip, Robert Dieudonné, musique de Claude Terrasse, à La Cigale[32].
- 1950 : Clochemerle, opérette de Raymond Souplex, Fernand Warms, musique de Fernand Warms, reprise au théâtre de l'Étoile, rôles de la mère brodequin et de la Baronne de Courtebiche.
- 1955 : Mon p'tit pote, comédie musicale de Marc-Cab et Jean Valmy, musique de Jack Ledru, à l'Européen
- 1959 : Bidule, fantaisie bouffe en 2 actes de Marc-Cab et Jean Valmy, musique de Jacques Ledru, à l'Européen[33].

## Théâtre
- 1930 : Simone est comme ça, comédie en 3 actes d’Yves Mirande et Alex Madis, reprise au théâtre de l'Apollo[34],[35].
- 1933 : La Dame du wagon-lit, comédie en 3 actes de Claude Gével, reprise au théâtre des Variétés, 8 juillet[36],[37].

## Filmographie
- 1949 : La Cage aux filles, film français réalisé par Maurice Cloche[38].
- 1951 : Mammy, film français réalisé par Jean Stelli.